# Гадлі Шклярські
Гадлі Шклярські (пол. Hadle Szklarskie) — село в Польщі, у гміні Яворник-Польський Переворського повіту Підкарпатського воєводства, над річкою Млєчкою.
Населення — 580 осіб (2011). Населення села складають мішані українсько-польські родини.

## Історія
У 1377 р. Ладомир Волошин, «што же єсть нам вѣрно послужилъ и єщи служити будеть», отримав  від Владислава Опольчика, тодішнього генерального старости руських земель, привілей на пустир Годле поле над р. Тернавкою поблизу Бохуря, у якому мав «садити село у  волоськоє право», де його обов'язком було «князю служити трими стрѣлци», а по заселенні «ис каждого кметя по два гроша широка у княжю комору давати на каждый рокъ». Потрібно зазначити, що це було перше село в тодішній Польщі, засноване на цьому праві. В документі 1470 року про спадок між Яном Пілецьким і Вацлавом, князем опольським, зазначено такі села з регіону Ланцутсько-Каньчузького: Гадлі, Крачкова (Neudorf), Кремениця (Krzemyenycza), Висока (Wissoka), Альбіґова (Halwygowa), Маркова (Markowola), Санина (Sanyna, Schonerwalt, Sonina), Косина (Kossina), Рогізно (Rogoszno), Глухів (Głuchow), Йорданова Воля (Jordanowa Wola), Сетеш (Syetesza), Гать (Gacz), Острів (Ostrów), Малява (Malawa), Ганзльова (Hanczlowa, Henselshof, Handzlówka), Сідлечка (Soleczska), Гусів (Hussów), Волиця (Wolycza), Святославова Воля (Schwyathoslaffkowwa Wola).
Перші мешканці села були привезені боярином русини. Назва Гадлі Шклярські походить, від назви пустиря Годле поле і, найімовірніше, від гути скла. Як подає Географічний словник Королівства Польського (1882 р., Варшава) в околиці Яворнічка (перша назва Явірника Польського) в 1662 році існувала гута скла. Мешканці з правого берега Млєчки, крім рільництва, займалися виробництвом канчуків і кольчуг. В XV столітті Гадлі Шклярські поділилися. В результаті з’явилося нове село Гадлі Каньчузькі. Біля річки Млєчки на віддалі 100 м від сільської дороги в 1792 році збудували дерев’яну церкву, покриту гонтою. Села Гадлі Шклярскі і Гадлі Каньчузькі на початку XIX століття в результаті родових суперечок купила графиня Гумніцка (Humnicka) з Гумніц (Humniska).
Під час Січневого повстання 1863 року в церкві заховалася група повстанців. Церкву пограбували і спалили. Повстанців замордували і поховали на цвинтарі, який знаходився біля церкви. Графиня Гумніцка, бажаючи заохотити людей, що напливали зі сходу, дозволила на будову нової церкви і подарувала матеріал. Після Січневого повстання графиня Гумніцка виїхала до Львова, а свої маєтності разом з дерев’яним подвір’ям продала міщанину Петрові Ластовецькому. Ластовецький розпочав будівництво мурованого двору, звів млин і тартак. Навколо двору насаджує парк і копає став. На залишках земельних фортифікацій XVI століття в 1870 році збудував каплицю. На віддалі 2 км від двору викопав чотири ставки для розведення риби.
В 1866 році в Гадлях і селах навколо панує епідемія холери, помирає кожен десятий.
У 1904 р. прокладена залізниця Динів — Переворськ зі станцією Гадлі Шклярські.
У 1919-1939 рр. село входило до Ряшівського повіту Львівського воєводства. 
На 01.01.1939 році в селі проживало 1260 мешканців, з них 420 українців-грекокатоликів, 810 поляків і 30 євреїв.
У 1975-1998 роках село належало до Перемишльського воєводства.

## Місцевість
Село розташоване над річкою Млєчкою. Терен гористий, навколо ліси, земля  — червона глина, що дає мало врожаю.

## Релігія
Українці віддавна мали свою церкву Преображення Господнього, парафіяльне поле, два цвинтарі. Церква була збудована в 1792 р., а відновлена 1911 р. Коли в Першу світову війну приходство згоріло, поляки не дозволили на будівництво нового. Церква була дочірньою парафії в Тарнавці Лежайського деканату Перемишльської єпархії. Дяком був Пилат. Вірні вчилися молитов та коляд із молитовників, друкованих латинкою. Кожної другої неділі греко-католики йшли до римо-католицького костелу до Яворника Польського, а на більші свята ходили до Тарнавки. Кількість вірних (греко-католиків) в різних роках:
1831 рік — 205 осіб; 1849 рік — 224 особи; 1869 рік — 229 осіб; 1879 рік — 241 особа; 1893 рік — 280 осіб; 1909 рік — 253 особи; 1930 рік — 593 особи; 1939 рік — 415 осіб.

## Національне відродження
За німецької окупації в 1939-1941 рр. настало національне відродження. В українській кравецькій школі у Львові вчився Володимир Кондзьолко, свідомий юнак, що добре говорив рідною мовою і був провідником молоді в селі. Тоді був зорганізовано Українське Освітнє Товариство і кооперативу (1940 р.). Українців обслуговував свій священик о. Стахурський (тільки один рік). Українську школу провадив учитель Богдан Гуцуляк. Він зорганізував хор, а вечорами давав доповіді.
Розмовною мовою населення була польська, і священик на початку проповідував польською. Від 1930 року о. Теофіль Калинич, який приїжджав з Тарнавки, почав у свої проповіді вплітати українські слова і згодом виголошував проповіді вже українською. Подібну тактику священик застосував у школі на науці релігії. Школа була трикласна, з польською мовою викладання. Українських дітей було приблизно 37. Завдяки о. Калиничу діти, а незабаром за ними і молодь, почали говорити між собою українською з польськими наголосами.

## Боротьба, операція Вісла та еміграція
За освідомну акцію Володимира Кондзьолку жорстоко замордували польські банди весною 1944 р., коли він приїхав зі Львова на вакації до рідного села. Були також замордовані Андрій Соляр та Кравс зі Шкляр. У рядах УПА загинув Степан Кондзьолко та Франко Соляр. Становище на 1945-1946 рр. ставало нестерпним. Ширилися чутки про мордування українських родин та грабування їхнього добра в навколишніх селах. У селі були спроби нападів польських банд на українські родини. В зв’язку з цим, після кількох розправ над українськими родинами, до УССР в 1946 р. виїхало 27 українських родин в загальній кількості 101 особа. Виїзд родин проводився в повній таємниці, інакше буквально в наступну ж ніч будинок грабували, а родину мордували. Про виїзд домовлялося в Ряшеві, там резервувався вагон. В призначений день до Ряшева добиралися під охороною військового конвою, або й без нього впродовж дня валкою з кількох возів, боячись нападів банд. В УССР родини через Львів перевезли до містечка Козова Тернопільської області, де розселено в залишених поляками будинках. Фактично після цього українське життя села Гадлі Шклярські закінчилося. Решта, не чекаючи повного розгортання операції "Вісла", переписалися на поляків. На нові західні польські землі депортовано дві родини, але вони вернулися до рідного села і спольщилися. Церкву поляки перетворили на костел.

## Демографія
Демографічна структура станом на 31 березня 2011 року:
|          | Загалом | Допрацездатний вік | Працездатний вік | Постпрацездатний вік |
| -------- | ------- | ------------------ | ---------------- | -------------------- |
| Чоловіки | 293     | 58                 | 187              | 48                   |
| Жінки    | 287     | 48                 | 153              | 86                   |
| Разом    | 580     | 106                | 340              | 134                  |

## Зовнішні посилання
- Hadle (2) // Słownik geograficzny Królestwa Polskiego. — Warszawa : Druk «Wieku», 1882. — Т. III. — S. 6. (пол.)
- Dworek w Hadlach Szklarskich [Архівовано 10 червня 2016 у Wayback Machine.](пол.)
- Apokryf Ruski [Архівовано 3 квітня 2013 у Wayback Machine.](пол.)
- O miejscowości Hadle Szklarskie[недоступне посилання з липня 2019](пол.)
- Нові джерела щодо примусового переселення українців у 1944-1946 роках (за матеріалами Державного архіву Львівської області) [Архівовано 7 квітня 2018 у Wayback Machine.](укр.)
- Церква Преображення(укр.)

| Підкарпатське воєводство | Це незавершена стаття про Підкарпатське воєводство. Ви можете допомогти проєкту, виправивши або дописавши її. |